# Phaeoura triaria
Phaeoura triaria är en fjärilsart som beskrevs av Barnes och Mcdunnough 1917. Phaeoura triaria ingår i släktet Phaeoura och familjen mätare. Inga underarter finns listade i Catalogue of Life.